# Eumelea vulgivaga
Eumelea vulgivaga är en fjärilsart som beskrevs av Takahisa Sawamoto 1938. Eumelea vulgivaga ingår i släktet Eumelea och familjen mätare. Inga underarter finns listade i Catalogue of Life.